# ミッドナイト・イーグル
『ミッドナイトイーグル』（Midnight Eagle）は、高嶋哲夫著の小説、またはこれを原作とした2007年11月23日に日米同時公開された日本映画。

## 概要
高嶋哲夫著の小説を元に2007年11月23日に公開された山岳サスペンスアクション映画。
山岳、テロ、国防と硬派な要素に、モデル出身の俳優が多く出演する硬軟取り混ぜた内容となっている。
第20回東京国際映画祭のオープニング作品である。防衛省が、防衛庁から省に昇格後、初めて協力した映画作品。

## あらすじ
元戦場カメラマンの西崎勇次。数多くの戦争写真を撮り続けていた彼は、取材中に起きたある出来事によって報道写真では何も変えることができないという無力感にさいなまれ、一線を去ることになってしまう。日本へ帰国後は妻子をかえりみず、報道カメラマンとしての意欲をも失せてしまい、病魔に冒されて余命いくばくかもない妻を看病することなく、1人山にこもって山岳写真や夜景写真を撮り過ごしていた。
そんなある日の未明、光を放ちながら見岳沢に墜落していく謎の飛行物体を目撃し、カメラに収める。その直前、航空自衛隊小松基地では国籍不明の飛行物体が北アルプス上空で南東を目指して高度をみるみる下げていく様子をレーダーで捉えたためF-15J戦闘機による緊急発進がかけられた。飛行中のパイロットから不明機の墜落が報告されるや、任務の終了と基地への帰還命令が下され半信半疑で了解で応じる。正にその時2機のF-15が撮影直後の西崎の頭上上空を通過していき、瞬く間に日本アルプス周辺は自衛隊によって厳戒態勢が敷かれた。
夜が明けて、雨の中で首相・渡良瀬がジョギングをしていたところ、コースの途中で遮るように現れた内閣危機管理監の冬木の只ならぬ様子を察知し、そのまま一緒に首相官邸へ引き返すと、内閣危機管理室では危機管理担当閣僚をはじめ統合幕僚長以下陸海空自各幕僚長までもが勢ぞろいして待ち構えていた。
戦場カメラマンとしての西崎を尊敬し、自身も写真雑誌「WISE」のジャーナリストとして活動している先妻の妹の有沢慶子は、今に続く西崎の有様に失望して、亡き姉志津子と西崎との間に生まれた一子・優を自分が引き取って育てると主張して西崎とは半ば絶縁状態であったが、最後のけじめとして優の冬着を受け取るために西崎を呼び出した。彼が優のためにと山で撮った夜空の写真も慶子は冷ややかに受け取り、そのまま帰京の途につく列車を待つ駅から遠く離れて見かけた自衛隊車両の物々しい車列に、漠とした言いようのない不安を感じ取っていた。東京へ戻った慶子は温泉地の取材をキャンセルされて、急遽同僚の青木が追っていたアメリカ国防総省東アジア特命担当高官シュワルツコフの極秘緊急来日と駐日アメリカ大使の突然の召還と首相官邸での慌ただしい動きとアメリカ空軍横田基地で起きたテロと新宿の町医者からの不審者の負傷治療についてのタレコミの関連性の調査取材を編集長の宮田から言い渡された。
同じく戦場カメラマンとしての西崎を尊敬し、自身も全国紙の東洋新聞松本支局で支局員をしている高校生時代の山岳部の後輩・落合信一郎もいち早く登山者からの問い合わせに基づいて自衛隊に照会していたが、練習機の墜落という回答に西崎が訝しげに仄めかした追加情報を合わせて再度、今度は防衛省に照会を入れた。それが元で落合に夜討ちをかけられた西崎は引っ張られるように墜落現場の山に入ることになり、その途中で、西崎から受け取っていた飛行物体の写真を本社ではなく慶子宛に出版社へ送付した。墜落現場付近へ通ずる登山道の入口は悉く自衛隊によって封鎖されていたが、西崎と落合は未封鎖の滝沢口登山道から漸く入山した。墜落現場へ向かう途中で冬季迷彩山岳装備の自衛隊員らしい部隊に遭遇し、2人は接触を避けるように後戻りしたが、その後ビバーク中のテントに何者かから銃撃を受けた。会話が日本語ではなかったと理解していた西崎は、数々の戦火をくぐりぬけてきたゆえの直感から本能的に身の危険を察知し、直ぐにでも下山することを主張するが、落合は功名心から単独でも事件の取材を強行することを主張したために2人は別行動を取ることになった。一旦は西崎は下山を思い立ったが、1人残してきた落合の身を案じ、正体不明の武装工作員部隊の第二波の銃撃に襲われている彼が銃声による雪崩に巻き込まれそうになった時にはその場に舞い戻って、ロープを投げて救出した。西崎に下山するよう諭された落合は、松本支局に左遷された経緯を吐露すると西崎も感じ入るところがあったのか、再び墜落現場を目指すべく、取りあえず無線電波の飛ぶ岩切尾根まで出たが外部との交信中に武装工作員部隊に三たび銃撃されて、受信者に慶子への伝言を託して2人は辛うじて逃げ延びた。
謎の武装工作員部隊の様態を探っているさなか、元根峠から入山して墜落現場に向かって接近してくる陸上自衛隊の習志野空挺部隊と松本山岳レンジャー部隊の混成部隊第2班と居合わせた武装工作員部隊との間で遭遇戦が発生する。西崎は自分の危険も顧みず、自衛隊部隊に警告を発した。両部隊の戦闘によって、工作員部隊の制圧はできたが自衛隊部隊も全滅に近いほどの大きな損害を被ってしまう。そこで部隊で唯一生存した佐伯三等陸佐と接触する。自衛隊の一個小隊が全滅するのを目の当たりにした西崎・落合は恐怖を覚え、佐伯は佐伯で民間人、取分けジャーナリストの介入を嫌って西崎達に下山を勧めるが、アルプスの達人を自認する2人は銃傷を負った佐伯を1人にはできずになんとかして墜落現場に到着しようと登頂を続ける。
鹿ノ沢神社からの入山ルートでいち早く墜落現場近くの下平に到着した陸上自衛隊習志野空挺部隊・松本山岳レンジャー混成部隊第1班は、11時30分の内閣危機管理センターと交信中に工作員部隊に待ち伏せ攻撃を受けて全滅してしまう。そうとは知らぬ佐伯・西崎・落合の3人はというと、佐伯は日米間の国家機密保全のため、片や西崎らは真実を報道するカメラマンとジャーナリストのプライドと自分が青春時代を過ごした山で起こった事件を他人任せにできないという強い意志の前にして、冬山で期せずして手負いとなった佐伯は西崎たちの同行を認めざるを得なかった。

## 映画

### スタッフ
- 監督：成島出
- 製作者：松本輝起、早河洋、気賀純夫、加畑圭造
- プロデューサー：依田正和、野口照夫、杉山登、伊藤仁吾、藤木啓
- エグゼクティブプロデューサー：梅澤道彦、秋元一孝、宇野康秀、佐倉寛二郎
- 企画：小滝祥平、遠谷信幸、北川淳一、亀山慶二
- 原作：高嶋哲夫
- 脚本：長谷川康夫、飯田健三郎
- 撮影：山本英夫
- 視覚効果：松本肇
- 美術：及川一
- 編集：ウィリアム・アンダーソン
- 音楽：小林武史
- サウンドデザイン：クリストファー・アーキンス
- 照明：小野晃
- 録音：小野寺修
- 山岳アドバイザー：小西浩文
- スタント&アクション：高瀬道場
- 製作：｢ミッドナイトイーグル｣パートナーズ（ユニバーサル・ピクチャーズ・ジャパン、松竹、ジェネオンエンタテインメント、テレビ朝日、朝日放送、メ〜テレ、北海道テレビ、新潟テレビ21、九州朝日放送、IMAGICA、USEN、デスティニー）
- 制作プロダクション：デスティニー、クロスメディア
- 配給：松竹

### キャスト
- 西崎優二（戦場カメラマン）：大沢たかお
- 有沢慶子（週刊「WISE」記者）：竹内結子
- 落合信一郎（東洋新聞記者）：玉木宏
- 佐伯昭彦（自衛隊三等陸佐）：吉田栄作
- 冬木利光（内閣危機管理監）：袴田吉彦
- 青木誠（週刊「WISE」カメラマン）：坂本爽
- チヘ：金子さやか
- 平田俊夫（工作員）：波岡一喜
- 西崎志津子（優二の妻、慶子の姉）：相築あきこ
- 西崎優（優二の息子）：佐原弘起
- 朝倉（西崎との無線交信相手の青年）：濱田岳
- 片山晋作（内閣官房副長官）：橋爪淳
- 自衛隊統幕長：佐々木勝彦
- 陸幕長：浜田晃
- 海幕長：立花一男
- 空幕長：秋間登
- 町医者：重松収
- 斉藤健介（自衛隊三等陸佐）：大森南朋
- 宮田忠夫（週刊「WISE」編集長）：石黒賢
- 渡良瀬隆文（内閣総理大臣）：藤竜也

### 登場兵器
- 73式大型トラック
- 高機動車
- 3トン半航空用燃料タンク車
- F-15J戦闘機
- AH-1S対戦車ヘリコプター
- UH-1J多用途ヘリコプター
- B-5ステルス爆撃機 - 架空機（モデルはB-2）
- ロサンゼルス級原子力潜水艦「セント・バージニア」 - 架空艦
- トマホーク巡航ミサイル
- RPG-7対戦車擲弾発射器
- 89式5.56mm小銃
- AK-74アサルトライフル
- M16A1自動小銃
- 9mm拳銃
- マカロフ PM拳銃

### 主題歌
- Bank Band「はるまついぶき」

### その他
- 第20回東京国際映画祭 オープニング作品
- 日米同時公開
- ロサンゼルスにてワールドプレミア開催
- 防衛省全面協力（防衛省になってはじめて）
- TSUTAYAファン賞日本映画ベストテン 第8位
- 劇中初頭で穂高駅として登場した駅はホームのみ安曇追分駅のものが使用されている。